# Henri David (homme politique)
Pour les articles homonymes, voir Henri David et David.
Henri David dit Henri Darsay, né le 18 avril 1857 à Chartres (Eure-et-Loir) et mort le 7 août 1914 à Arville (Loir-et-Cher), est un journaliste, avocat, homme politique et auteur dramatique français.

## Biographie
Avocat à Paris de 1885 à 1900, il se lance ensuite dans le journalisme et l'écriture. Il est l'auteur de romans et de pièces de théâtre qui connaissent un certain succès. En 1899, il est président de la Société des auteurs, compositeurs et éditeurs de musique (la Sacem). 
Conseiller d'arrondissement puis conseiller général, il est député de Loir-et-Cher de 1899 à 1906, inscrit au groupe de la Gauche progressiste, et sénateur de Loir-et-Cher de 1906 à 1914, inscrit au groupe de la Gauche démocratique.

## Pièces de théâtre
- Ces monstres d'hommes (Théâtre Déjazet, 10 octobre 1890)
- Pas d'enfant (Eden-Concert, 11 février 1894)
- Une mauvaise nuit (Bijou-concert, 16 avril 1897)
- La Carmagnole, opéra comique en 3 actes, avec Louis d'Hurcourt et Jacques Lemaire, 1897
- Trente mille francs par an (Bijou-concert, 8 avril 1898)
- La Pension Carabin (Bataclan, 23 mars 1899)
- Le Ménage Poire (Bataclan, 17 novembre 1899)
- Les Gaietés du bastion (Bataclan, 12 janvier 1900)
- La Sœur du cabotin (Concert de l'époque, 11 avril 1902)

## Distinctions
- Officier de l'Instruction publique (arrêté ministériel du 18 février 1898).

## Sources
- « Henri David (homme politique) », dans le Dictionnaire des parlementaires français (1889-1940), sous la direction de Jean Jolly, PUF, 1960 [détail de l’édition]